# Long Way from Home
«Long Way From Home» es un sencillo de 1979 de la banda de hard rock Whitesnake de su segundo álbum de estudio Lovehunter. La canción fue escrita por el cantante, David Coverdale , en el B-side  se encuentra la canción "Walking in the Shadow of the Blues". La canción fue el primer sencillo de su álbum Lovehunter. El sencillo llegó al número 55 en el UK Singles Chart.

## Lista de canciones
|   | Canciones                          | Escritas por    | Duración |
| - | ---------------------------------- | --------------- | -------- |
| 1 | Long Way from Home                 | David Coverdale | 4:56     |
| 2 | Walking in the Shadow of the Blues | David Coverdale | 4:24     |